# 최지영
최지영은 대한민국 KBS 드라마본부의 PD이자, 소설가이다.

## 학력
- 1989년 서울대학교 동양사학과 학사

## 경력
- KBS 드라마본부 PD
- KBS 드라마운영팀 CP
- KBS 드라마본부 편성기획팀장 (부장급)
- 경희대학교 언론정보학과 겸임교수

## 작품
| 연도 | 방송사 | 제목                                                   | 담당                | 비고 |
| ---- | ------ | ------------------------------------------------------ | ------------------- | ---- |
| 1996 | KBS2   | 드라마게임 폴리스대디                                  | 연출                |      |
| 1997 | KBS2   | 드라마게임 무제5                                       | 연출                |      |
| 1997 | KBS2   | 전설의 고향 국화령                                     | 연출                |      |
| 1997 | KBS2   | KBS 금요극장 은비늘                                    | 연출                |      |
| 1999 | KBS2   | 어린이일일드라마 어린왕자                              | 연출                |      |
| 1999 | KBS2   | 극본공모단편선 6번 마네킨 영희                         | 연출                |      |
| 2000 | KBS2   | 드라마시티 날개                                        | 연출                |      |
| 2001 | KBS2   | 드라마시티 파란                                        | 연출                |      |
| 2001 | KBS2   | KBS 드라마시티 마담 마드모아젤 2부작                   | 연출                |      |
| 2001 | KBS2   | 성탄특집극 엄마의 크리스마스                           | 연출                |      |
| 2002 | KBS2   | 일요아침드라마 언제나 두근두근                         | 연출                |      |
| 2003 | SBS    | 주말극장 요조숙녀                                      | 공동연출            |      |
| 2004 | KBS2   | 수목드라마 4월의 키스                                  | 공동연출            |      |
| 2005 | KBS1   | KBS HDTV 문학관 - 외등 보관됨 2012-04-21 - 웨이백 머신 | 연출                |      |
| 2005 | KBS2   | KBS HDTV 문학관 - 누가 커트 코베인을 죽였는가          | 연출                |      |
| 2007 | SBS    | 미니시리즈 사랑하는 사람아                             | 책임프로듀서        |      |
| 2008 | KBS2   | 미니시리즈 쾌도 홍길동                                 | 책임프로듀서        |      |
| 2008 | KBS2   | 특별기획 사극 바람의 나라                              | 책임프로듀서        |      |
| 2009 | KBS2   | 특별기획 미니시리즈 아이리스                           | 책임프로듀서        |      |
| 2010 | KBS2   | 특별기획 미니시리즈 추노                               | 기획 / 책임프로듀서 |      |
| 2011 | KBS2   | 특별기획 수목드라마 공주의 남자                        | 책임프로듀서        |      |
| 2012 | KBS2   | KBS 드라마 스페셜 - 또 한번의 웨딩                     | 연출 / 극본         |      |
| 2014 | KBS2   | 특별기획 수목드라마 감격시대                           | 책임프로듀서        |      |
| 2015 | KBS2   | 일일연속극 오늘부터 사랑해                             | 연출                |      |
| 2017 | KBS2   | 미니시리즈 화랑 (드라마)                               | 책임프로듀서        |      |
| 2021 | KBS1   | 일일연속극 국가대표 와이프                             | 연출                |      |
| 2023 | KBS1   | 일일연속극 금이야, 옥이야                              | 연출                |      |
| 2024 | KBS2   | 일일연속극 스캔들                                      | 연출                |      |

## 수상 경력
- 2006년 골든체스트상 성인영화부문 동상 - HDTV문학관 외등 보관됨 2012-04-21 - 웨이백 머신
- 2010년 대한민국 콘텐츠 어워드 방송영상 그랑프리 국무총리상 - 미니시리즈 추노 제작
- 2012년 대한민국 스토리 공모대전 우수상 - 북의 (소설 북의)
- 2012년 대한민국 스토리 공모대전 최우수상 - 트랜스포터 표사

## 도서
- 2014년 5월 13일 소설 북의 1
- 2014년 5월 20일 소설 북의 2
- 2016년 4월 15일 고지인 1[1]
- 2016년 4월 15일 고지인 2
- 2016년 12월 5일 그 남자의 피아노 그 여자의 소나타
- 2017년 5월 15일 표사 : 조선의 트랜스포터 보관됨 2018-01-15 - 웨이백 머신